# Gudny Bödvarsdotter
Gudny Bödvarsdotter (Guðný Böðvarsdóttir), född cirka 1147, död 1221, var den isländske hövdingen Hvamm-Sturla Tordssons andra hustru och Snorre Sturlassons mor. Hon var dotter till Bödvar Tordsson (Böðvar Þórðarson) på Garðar i Akranes, och sondotter till Markus Skeggjasons dotter Valgerd.
Gudny gifte sig med Hvamm-Sturla år 1160, och med samma rätt som han har blivit kallad sturlungarnas stamfader kan hon sägas vara deras stammoder, ty det var hennes tre söner Tord, Sighvat och Snorre – samt deras barn och barnbarn – som var de "sturlungar" som kom att dominera det politiska och kulturella livet på Island under en stor del av 1200-talet. Gudny hade också två döttrar, Helga och Vigdis.
Efter Hvamm-Sturlas död 1183 gjorde Are Torgilsson den starke (Ari sterki Þorgilsson) upprepade visiter hos änkan på Hvamm och "det uppstod stor kärlek mellan honom och Gudny", står det i inledningen till Íslendinga saga. Are var hövding i Staðarstaður på Snæfellsnes och namnet hade han efter sin farfar Are frode (Ari fróði). Are den starke var visserligen gift och hade en dotter, men förhållandet mellan honom och Gudny blev så passionerat att när han 1186 av politiska skäl for till Norge följde hon efter, lämnande gården Hvamm i händerna på en förvaltare. Dessförinnan hade det emellertid arrangerats äktenskap mellan Gudnys äldste son Tord och Ares dotter Helga. På det viset var det tänkt att deras godedömen skulle förenas. Men Are dog plötsligt i Norge 1188, och Tords och Helgas kärlek svalnade. De fick inga barn och skilde sig ganska snart.
Gudny återvände till Hvamm där hon tillbringade de flesta av sina återstående levnadsdagar. När äldste sonen Tords frilloson Sturla Tordsson den yngre föddes 1214, var det Gudny som tog hand om gossens uppfostran. År 1218 flyttade hon med fostersonen till Reykholt, där hon stannade till sin död den 7 november 1221. Hon hade då testamenterat sina egendomar till gossen, men på grund av dennes ungdom passade Snorre Sturlasson på att lägga under sig arvet, vilket ledde till svåra slitningar inom ätten.